# Icilio Bacci
Icilio Bacci, nato Baccich (Fiume, 2 luglio 1879 – Cosala, 28 agosto 1945), è stato un politico italiano.

## Biografia
Di professione avvocato, nel 1904 era già uno dei giovani irredentisti a favore dell'italianità di Fiume. Nel 1910 fu vice sindaco della sua città. Sempre quell'anno si reca a Roma dove è tra i fondatori dell'Associazione Nazionalista Italiana.
Nella prima guerra mondiale si arruolò volontario nel Regio Esercito e insieme al fratello Iti Bacci prese poi parte all'impresa di Fiume, dove durante la Reggenza italiana del Carnaro fu alla guida degli interni e della giustizia. Nel 1929 fu presidente della provincia del Carnaro .
Iscritto al Partito Nazionale Fascista, fu nominato senatore del Regno il 23 gennaio 1934. A suo carico si aprì nel 1944 un procedimento di fronte all'Alta Corte di Giustizia per le Sanzioni contro il Fascismo, essendo il suo nome inserito nella categoria dei "Senatori ritenuti responsabili di aver mantenuto il fascismo e resa possibile la guerra sia coi loro voti, sia con azioni individuali, tra cui la propaganda esercitata fuori e dentro il Senato". Il 29 marzo 1946 si adottò il provvedimento di "non luogo a procedere perché disperso".
Pur sollecitato dai concittadini, decise di non allontanarsi dalla sua città.

### La scomparsa
Sulla sua fine non vi sono notizie certe, se non che venne arrestato dalla polizia jugoslava titina quando andò a richiedere un lasciapassare. Secondo una lettera del 1946 del reggente croato avv. Mandich di Abbazia, Bacci fu trasferito dagli jugoslavi nelle carceri di Karlovac, ove venne processato e fucilato. Il suo corpo non fu mai ritrovato.